# 佩里亚
佩里亚（法語：Peyriat，法語發音：[pɛʁja] ⓘ）是法国安省的一个市镇，位于该省中部偏东，属于楠蒂阿区。

## 地理
佩里亚（46°9'15"N, 5°30'37"E）面积5.96 平方千米，位于法国奥弗涅-罗讷-阿尔卑斯大区安省，该省份为法国东部省份，北起汝拉省，西北接索恩-卢瓦尔省，西接罗讷省和里昂大都会，南至伊泽尔省，东与萨瓦省、上萨瓦省和瑞士接壤。
与佩里亚接壤的市镇（或旧市镇、城区）包括：塞涅、莱萨尔、马亚、尼里约-沃洛尼亚、圣马丹迪弗雷讷。

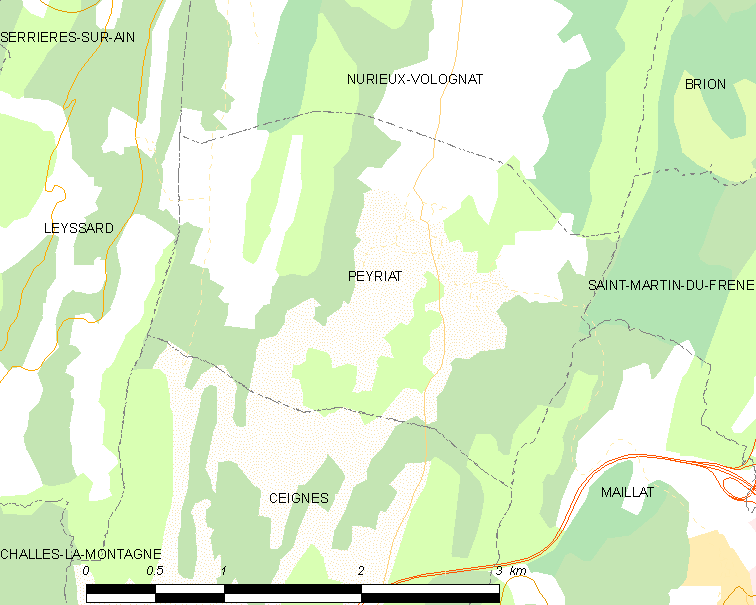
佩里亚的OSM定位图

佩里亚的时区为UTC+01:00、UTC+02:00（夏令时）。

## 行政
佩里亚的邮政编码为01430，INSEE市镇编码为01293。

## 政治
佩里亚所属的省级选区为蓬丹县。

## 人口

1962-2008年间佩里亚人口变化图示

佩里亚于2022年1月1日时的人口数量为150人。